# 청자 상감‘王’명잔탁
청자 상감‘王’명잔탁(靑瓷 象嵌‘王’銘盞托)은 대한민국 전라남도 강진군 대구면, 강진청자박물관에 있는 청자이다. 2008년 8월 5일 전라남도의 유형문화재 제294호로 지정되었다.

## 개요
강진청자박물관에 소장된 청자상감‘王’명잔탁은 ‘王’명(銘)이 흑상감되어 있는 매우 양질의 청자이다. 강진 고려청자 요지군의 사당리 41호 주변에서 수습되어 학술적 가치와 함께 강진 대구면 지역이 왕실용 청자를 구웠음을 실증적으로 뒷받침하는 매우 중요한 자료이다. 원래 잔과 같이 한 벌로 구성된 기물이나 지금은 잔탁만 있는 상태이지만, 명문을 통하여 특수한 용처를 유추할 수 있고 강진청자의 위상을 설명하는데 중요한 자료이다. 

## 출토지
- 강진 고려청자 요지 - 사적 제68호

## 참고 자료
- 청자상감‘王’명잔탁 - 국가유산청 국가유산포털